# Gert Engström
Gert Otto Engström, född 28 november 1918 i Gävle, död 11 februari 2002 i Lidingö, var en svensk journalist, redaktionschef, TV-producent och författare, som bland annat arbetade på kvällstidningen Expressen och inom Sveriges Radio/TV.
Gert Engström var journalist på Nerikes Allehanda (1943) och Nya Dagligt Allehanda (1944) innan han år 1944 blev bildredaktör på Expressen. År 1950 blev han sportchef och 1953 blev han redaktionssekreterare på Expressen.
År 1957 anställdes han på Sveriges Radio, som vid den tiden var ett sammanhållet företag med både radio- och TV-produktion. Han var under en kort tid år 1958 den förste chefen för nyhetsprogrammet Aktuellt, som började sina sändningar den 2 september 1958. Därefter hade han en rad olika poster inom televisionen, bland annat som chef för OB-sektionen, där sportredaktionen ingick.
I samband med att det svenska TV-utbudet delades upp i två kanaler blev han år 1968 kanalråd vid TV1. Mellan 1972 och 1982 var han chef för Sveriges Radios centrala nyhetsredaktion, som arbetade för både ljudradion och TV.
Vid sidan om sina olika chefsuppdrag var Gert Engström även verksam som TV-producent. Han var bland annat en av männen bakom serien Just nu, även kallad Korsnäsgården, som började sänds i juni 1961.
Engström gav även ut flera böcker. Bland annat var han huvudredaktör för Boken om TV (1961) och han skrev Korsnäsgänget år 1968. Gert Engström är gravsatt i minneslunden på Östra Ryds kyrkogård.